# Stade IGA
Stade IGA lub IGA Stadium – kompleks tenisowy w Montrealu, w prowincji Quebec w Kanadzie, w Montreal’s Jarry Park.
Dawniej obiekt zwany był DuMaurier Stadium i Jarry Stadium. Od 2004 roku nosi nazwę Stade Uniprix. Zastąpił zamknięty w 1976 roku Jarry Park Stadium. W latach 1995–1996 i 2004 kompleks przechodził renowacje. Po modernizacji z lat 90. zwiększyła się pojemność kortu centralnego z 6500 miejsc do ponad 11 000, a koszt inwestycji wyniósł 24 000 000 dolarów amerykańskich.
Oprócz kortu centralnego funkcjonuje również boisko tenisowe o pojemności 4517 osób oraz 10 innych kortów i 12 boisk tenisowych w hali. Wszystkie korty posiadają nawierzchnię twardą DecoTurf.
Co roku odbywa się męski i żeński turniej tenisowy Canadian Open. Mężczyźni rywalizują w latach nieparzystych, a kobiety w latach parzystych. Drugą areną, gdzie turniej jest rozgrywany jest Aviva Centre w Toronto – tam panowie grają w latach parzystych, a panie w latach nieparzystych. Męska impreza jest rangi ATP Tour Masters 1000, a żeńska WTA Premier 5.
Oprócz zawodów tenisowych w kompleksie organizowane są koncerty muzyczne i bankiety.